# 喀爾巴阡德意志人

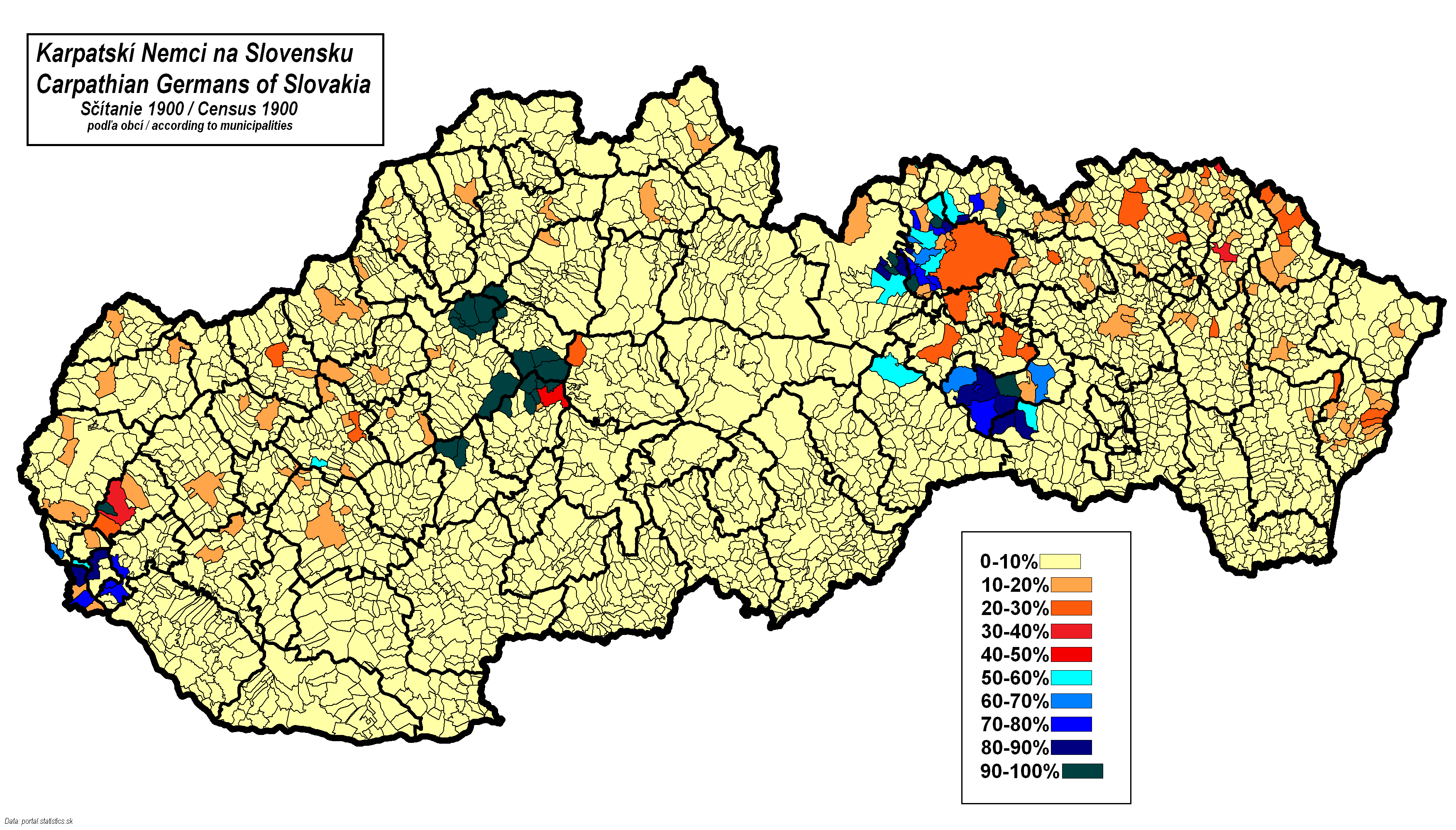
1900年喀爾巴阡德意志人在斯洛伐克的分佈

喀爾巴阡德意志人（德語：Karpatendeutsche or Mantaken）是居住在中東歐的一支德意志人，主要分佈在匈牙利和斯洛伐克。二戰之後，大量喀爾巴阡德意志人被逐出斯洛伐克，搬遷到德國。2007年時，在斯洛伐克居住有6,108名喀爾巴阡德意志人，占斯洛伐克總人口的0.11%。